# Hendrikje van Andel-Schipper
Hendrikje van Andel-Schipper (ur. 29 czerwca 1890, zm. 30 sierpnia 2005) – holenderska superstulatka, od 16 lutego 2001 roku po śmierci swojej rodaczki Catharina van Dam w wieku 110 lat i 232 dni stała się najstarszą żyjącą Holenderką. W dniu 26 września 2003 roku pobiła rekord 113 lat i 88 dni osiągnięty przez Catharina van Dam i stała się najstarszą Holenderką w całej historii. Jej wiek został oficjalnie potwierdzony przez GRG. 

## Życiorys
Hendrikje van Andel-Schipper urodziła się mieście Smilde w małej wiosce w prowincji Drenthe w północno-wschodniej Holandii. W trakcie dzieciństwa dużo chorowała.
Bardzo kochała teatr, ale jej matka sprzeciwiła się jej występom, dlatego Hendrikje postanowiła zrezygnować z roli w teatrze i została nauczycielką robótek ręcznych. W wieku 46 lat poznała swojego przyszłego męża Dicka van Andela, który pracował w Amsterdamie.
Podczas drugiej wojny światowej oboje z mężem przenieśli się do Hoogeeven. Jej mąż zmarł na raka w 1959 roku. W 1990 roku, kiedy Hendrikje obchodziła swoje 100 urodziny, stwierdzono u niej raka klatki piersiowej. Mimo choroby, postanowiła nadal mieszkać w swoim domu aż do 105 roku życia, kiedy postanowiła zamieszkać w domu opieki.
W dniu jej 115. urodzin odwiedziła ją synowa królowej Holandii Beatrycze oraz delegacja klubu piłkarskiego Ajax. Była ich fanką od 80 lat.

## Sekret długowieczności
Sekretem jej długowieczności było codzienne spożywanie śledzi oraz picie soku pomarańczowego. Później żartobliwie dodała, że również oddychanie. Przy innej okazji dała również radę „Nie pal i nie pij za dużo alkoholu. Tylko mały adwokat z bitą śmietaną w niedziele i święta. Musisz także pozostać aktywny”.
W czerwcu 2008 r. Gert Holstege, profesor na Uniwersytecie w Groningen, stwierdził po sekcji zwłok i analizie mózgu Van Andeli-Schipper, że niewiele wskazuje na to, aby występowały jakieś zmiany zachodzące w jej w mózgu, a niektóre związane były chorobą Alzheimera.
Jej system immunologiczny był lepszy w naprawianiu lub usuwaniu komórek z niebezpiecznymi mutacjami niż u innych osób. Autor badania sugeruje, że osobowość człowieka może mieć również coś wspólnego z długowiecznością, na przykład: ludzie, którzy żyją po 100, zwykle żyją w spokoju i wybaczanie innym urazów można im przypisać jako wspólną cechę charakteru. Zwykle koncentrują się na czymś pozytywnym, gdy dzieje się coś złego.

## Śmierć
Zmarła spokojnie we śnie 30 sierpnia 2005 r., dwa miesiące po swoich 115. urodzinach. Aż do śmierci pozostawała czujna umysłowo, ale cierpiała na narastające osłabienie organizmu. Kilka dni przed śmiercią powiedziała dyrektorowi swojego domu opieki, Johanowi Beijeringowi, że „było miło, ale mężczyzna na górze mówi, że czas już iść”. Zgodziła się pozostawić swoje ciało nauce, gdy miała 82 lata. Sekcja zwłok na Uniwersytecie w Groningen ujawniła, że zmarła z powodu niewykrytego raka żołądka, a guz w jej żołądku jest wielkości małej pięści. Był złośliwy i prawdopodobnie zabiłby znacznie młodszą osobę. Hendrikje van Andel-Schipper uchodziła za najstarszą żyjącą osobę świata po śmierci Portorykanki Ramony Trinidad Iglesias-Jordan 29 maja 2004, lecz w grudniu 2005 r. Maria Esther Capovilla została uznana przez Księgę rekordów Guinnessa za najstarszą żyjącą osobę na świecie. Jednak jak wynika ze statystyk tytuł ten przysługiwał jej już od maja 2004 r. Po śmierci Hendrikje van Andel-Schipper Elizabeth Bolden stała się najstarszą żyjącą osobą na świecie, ale na krótko (gdy odkryto, że Maria Capovilla jest od niej starsza).